# 위펑구

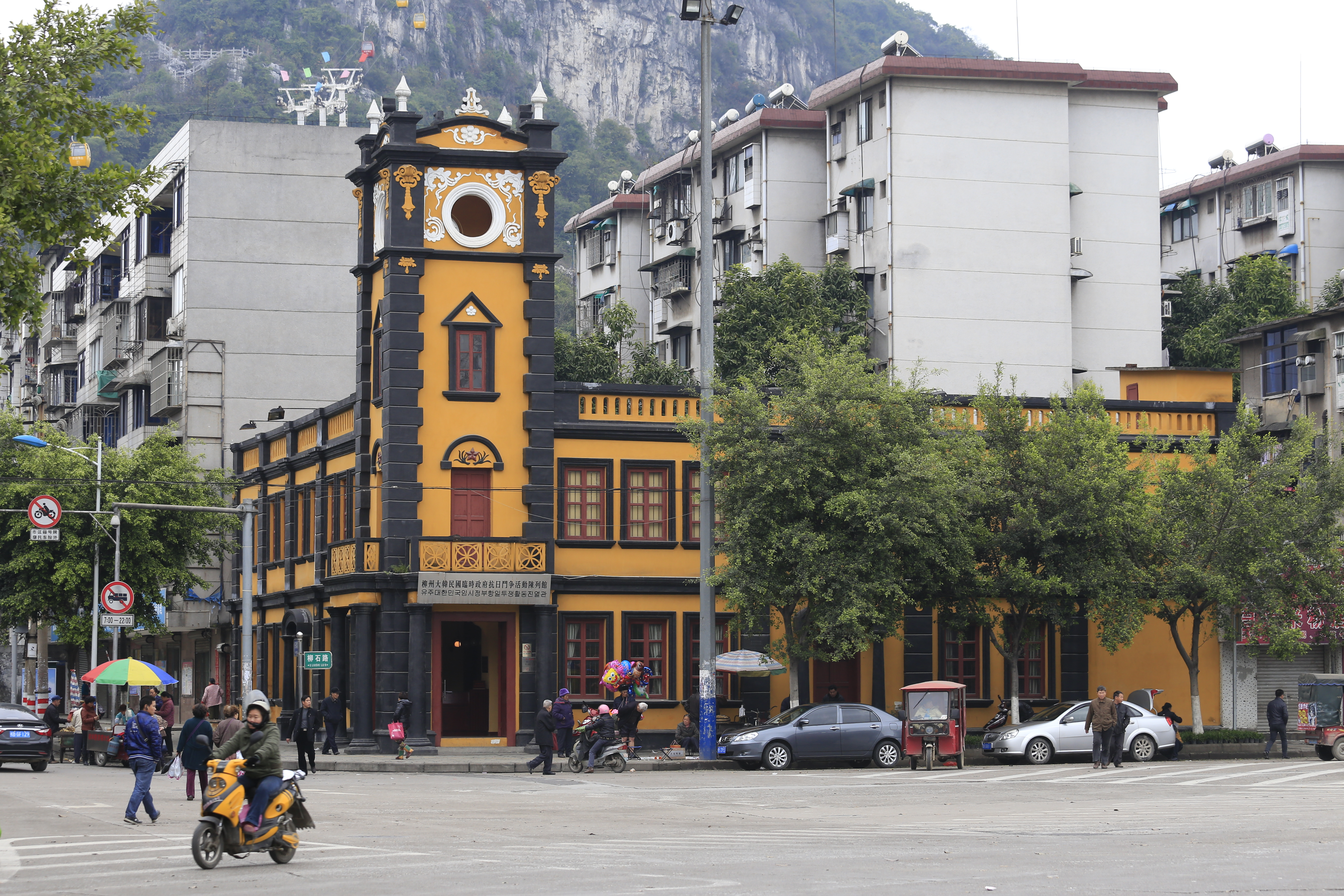

위펑구(한국어: 어봉구, 중국어: 鱼峰区, 병음: Yúfēng Qū)는 중국 광시 좡족 자치구 류저우 시의 현급 행정구역이다. 넓이는 122km2이고, 인구는 2007년 기준으로 230,000명이다.

## 행정 구역
8개 가도를 관할한다.
- 가도: 天马街道, 驾鹤街道, 箭盘街道, 五里亭街道, 荣军街道, 白莲街道, 麒麟街道, 阳和街道.